# Dorian Diring
Dorian Diring (* 11. April 1992 in Mülhausen) ist ein französischer ehemaliger Fußballspieler, der vorwiegend im Mittelfeld eingesetzt wurde.

## Karriere

### Zeit in Frankreich
In seiner Jugend spielte Diring in der Jugendmannschaft des dem Championnat de France Amateur zugehörigen Racing Straßburg. Von dort aus wechselte er zur Nachwuchsmannschaft des französischen Viertligisten FC Mulhouse, bei dem er in den Profikader aufgenommen wurde und in der Saison 2011/12 zur ersten Elf gehörte. Sein erstes Tor erzielte er am 25. Februar 2012 beim 2:1-Sieg über den FC Villefranche-sur-Saône in der 48. Minute. Die Saison schloss der FC Mulhouse als Tabellenachter ab.

### Wechsel nach Deutschland
Im Juli 2012 wechselte er für 50.000 Euro vom FC Mulhouse zur Berliner Hertha, bei der er für die Amateurmannschaft vorgesehen war. Dort erzielte er zwei Tore, nämlich gegen die TSG Neustrelitz jeweils in Hin- und Rückrunde einmal.
Nach einem Jahr in der Hauptstadt ging er zum FC Erzgebirge Aue. Er erhielt einen Vertrag bis 2015. Beim ersten Einsatz für Aue am 2. Spieltag gegen den SV Sandhausen brachte er in der 83. Minute einen Freistoß zu Jakub Sylvestr, der daraus das entscheidende Tor per Kopf erzielte.
Am 10. Juni 2017 wurde bekannt gegeben, dass Diring ab der Saison 2017/2018 beim SV Waldhof Mannheim spielen wird. Sein zunächst für ein Jahr gültiger Vertrag wurde im Februar 2019 vorzeitig um zwei weitere Jahre verlängert, Diring unterschrieb bis 30. Juni 2021. Am 20. April 2019 konnte Diring mit den Waldhöfern den Aufstieg in die 3. Liga feiern und kehrte damit in den Profifußball zurück. Nach einem im Dezember 2019 erlittenen Knorpelschaden im linken Knie konnte er bis zum Auslaufen seines Vertrages im Sommer 2021 kein Spiel mehr für Mannheim absolvieren. Er beendete daraufhin seine Karriere.